# Reden (filosofie)
Een reden is een bewering over de oorzaken van een bepaald gegeven en wordt gebruikt als argument waaruit een verdedigde hypothese (mede) kan worden afgeleid. Reden moet niet verward worden met rede, het menselijk begripsvermogen.

## Reden vs. oorzaak
Door verschillende stromingen worden verscheidene soorten redenen wel of niet erkend. Grosso modo zijn alle terug te voeren tot Aristoteles' vier oorzaken-leer:
1. Causa materialis of de materiële oorzaak: de grondstof waar een voorwerp uit is gemaakt
2. Causa efficiens of de werkende oorzaak: de bewerking die het materiaal ondergaat
3. Causa formalis: de vormoorzaak: het beeld dat de maker voor ogen stond
4. Causa finalis: de doeloorzaak: de functie die het voorwerp moet hebben

Aristoteles en zijn aanhangers erkenden al deze oorzaken als juiste verklaringen van gebeurtenissen en feiten. Andere stromingen ontkenden bijvoorbeeld dat er doeloorzaken in de natuur bestaan, of stelden dat doeloorzaken slechts in een deel van de natuur bestaan, bijvoorbeeld in het domein van het menselijk handelen.
Er bestaat een (nagenoeg algemeen geaccepteerde) filosofische opvatting die inhoudt dat een reden alleen overtuigend is, als er een oorzakelijkheid aan ten grondslag ligt. Als reden (verklarende factor) wordt dus een bepaalde oorzaak aangewezen, waardoor het argument aan kracht wint en als 'waar' wordt erkend. In het geval van de 'doeloorzaak', moet dit ook geïnterpreteerd worden als een verklaring dat elke gebeurtenis in de richting van een bepaald doel werkt die dus ook in elke oorzaak vervat zit (zie verder).

## Deductief
Het geven van een reden kan door verwijzing naar een algemene uitspraak. Als men bijvoorbeeld beweert: "Socrates is sterfelijk", dan kan men, gevraagd naar een reden, antwoorden: "Alle mensen zijn sterfelijk". Aldus ontstaat de redenering:
- P1 Alle mensen zijn sterfelijk
- P2 Socrates is een mens
- C Socrates is sterfelijk

Eigenlijk vormen slechts P1 en P2 tezamen voldoende reden. Als deze beide expliciet worden gemaakt, is er sprake van een syllogisme. Als een van beide verzwegen wordt, spreekt men van een enthymeem.

## Causaal
Een andere soort reden verwijst naar de oorzaken van het beweerde feit. Wanneer men bijvoorbeeld beweert: "Socrates is dood", dan kan men, gevraagd naar een reden, antwoorden: "Hij heeft een gifbeker leeggedronken", ofwel: "Socrates is dood, omdat hij de gifbeker heeft leeggedronken". Technisch gezien ontstaat de volgende redenering:
- P1 Het leegdrinken van een gifbeker is dodelijk
- P2 Socrates heeft de gifbeker leeggedronken
- C Socrates is dood

Hierbij wordt de majorpremisse aangenomen als algemene kennis, en dus weggelaten. In dit geval verwijst men dan ook niet naar de major-premisse (een algemeenheid), maar naar de minor-premisse (een bijzonderheid).

## Meetkunde
Ook in een meetkundige reeks is er sprake van een reden. Bijvoorbeeld in de reeks a, ar, ar², ar³ ... ;de verhouding r heet de reden van die reeks. De reeks 3, 6, 12, 24, 48, ... heeft dan reden 2.

## Teleologisch
Wanneer men de realiteit van teleologie vooronderstelt, is het mogelijk bijvoorbeeld de volgende reden te accepteren als een geldige inferentie:
- Socrates heeft de gifbeker leeggedronken, omdat hij de orde van de staat niet wilde verstoren.

Dit type redenering heeft lange tijd grote overtuigingskracht gehad, maar is sinds de aanvang van de moderne tijd betwist. Het vereist de acceptatie van de omstreden concepten vrije wil, teleologie en intentionaliteit.

## Moderne logica
De reden vormt in alle gevallen het antecedent van een implicatie.
In de propositielogica wordt een dergelijke redenering als volgt geanalyseerd:
- p → q, p |- q

Waarbij p de reden en g het beweerde is.
En in predicatenlogica:
- Fa → Gb, Fa |- Gb

## Regressie-probleem
Iedere gegeven reden, kan op zichzelf genomen, ook weer de vraag oproepen naar een reden. Is de reden van q, namelijk p, gegeven, dan kan men vragen naar de reden daarvan (o), daarvan (n), et cetera. In de filosofie staat dit bekend als het regressie-probleem. Hiervoor worden drie oplossingen onderscheiden:
1. Ofwel men neemt aan dat de regressie oneindig is
2. Ofwel men neemt aan dat de regressie eindig is
3. Ofwel men neemt aan dat de regressie circulair is

In de antieke filosofie werd reeds algemeen aangenomen dat de regressie eindig was. Hiertoe postuleerde Aristoteles bijvoorbeeld een Onbewogen Beweger, die als eerste oorzaak van het universum begrepen werd. Als men binnen dit systeem naar de reden van alle dingen vroeg, kon worden verwezen naar deze eerste oorzaak.
Bij Spinoza wordt de eerste oorzaak immanent: aangezien de eerste oorzaak per definitie zijn eigen oorzaak (causa sui) is, en er noodzakelijkerwijs (aangenomen dat de regressie eindig is) ten minste één entiteit in het universum is die zijn eigen oorzaak is, is het voor Spinoza evenzeer mogelijk de eerste oorzaak te identificeren met het universum als zodanig.
In het algemeen wordt de derde oplossing als een sofisme beschouwd (petitio principii, ofwel, een cirkelredenering).
De regressie-problematiek kan evenzeer worden toegepast op de overige drie soorten oorzaken en redenen. Aristoteles veronderstelde daarom bijvoorbeeld dat de wereld een bepaald doel heeft. Met name atheïsten ontkennen vaak deze oplossing, of teleologie überhaupt.

## Meerzinnigheid
In het Oudgrieks worden voor reden en oorzaak de termen αρχη en αιτιον gebruikt. De termen, met name αρχη, worden in zeer veel andere betekenissen gebruikt, zoals "heerser", "koning", "beginsel", "principe" et cetera. Al deze betekenissen zijn verwant doordat er verwezen wordt naar het Eerste, het Eerdere of het Ene.